# 안명호
안명호(1971년 5월 14일 ~ )는 롯데 자이언츠의 전 야구 선수다. 부산공업고등학교를 졸업했다. 동생은 현대 유니콘스의 전 야구 선수인 안명성이다.